# Crataegus nananixonii
Crataegus nananixonii — вид квіткових рослин із родини трояндових (Rosaceae).

## Біоморфологічна характеристика
Це кущ 10–15 дм заввишки; стебла складно розгалужені. Нові гілочки червонувато-зелені, запушені, 1-річні від сірих до сіро-коричневих, старші сірі; колючки на гілочках від прямих до злегка вигнутих, 2-річні темно-сірі, дрібні, 1–3 см. Листки: ніжки листків 20–40% від довжини пластини, залозисто-крапчасті; листові пластини ромбо-яйцюваті, 1.5–3.5 см, основа широко-клиноподібна, часточок 0 або пластина дуже неглибоко хвиляста, верхівка гостра, верх шорсткий молодим, стає майже голим. Суцвіття 3–5-квіткові. Квітки 12–15 мм у діаметрі; гіпантій голий; чашолистки ланцетні, 4–5 мм; тичинок 10; пиляки рожево-пурпурні. Яблука мідно-червоні, майже кулясті, 10 мм у діаметрі, голі. Період цвітіння: квітень; період плодоношення: вересень і жовтень.

## Ареал
Ендемік Техасу, США.
Населяє відкриті піщані ділянки; висота зростання: 200 метрів.